# Altice Portugal
Altice Portugal ist ein portugiesisches Telekommunikationsunternehmen, das weltweit operiert. Altice Portugal konzentriert sich auf die Verbindung von Telekommunikation, Medien und Informationstechnologien. Neben dem wichtigsten Absatzmarkt Portugal agiert das Unternehmen auch in Brasilien, Mosambik, Angola, Frankreich, Israel, Belgien, Dominikanische Republik, Luxemburg und in der Schweiz.
Altice Portugal betreibt die Mobilfunkgesellschaft MEO. In Angola ist das Unternehmen mit 25 % an der angolanischen Unitel beteiligt, in Namibia mit 34 % an der MTC Namibia, in Kap Verde mit 40 % an der CV Telecom, in Osttimor an der Timor Telecom mit 50,1 %, sowie bei den Telefonoperatoren in Macau und São Tomé und Príncipe.
Im Februar 2010 erwarb das brasilianische IT-Unternehmen Oi Portugal Telecom.
Im Frühjahr 2015 wurde der Großteil des operativen Geschäfts der Portugal Telecom an den niederländischen Konzern Altice veräußert und in Altice Portugal umbenannt. Die börsennotierte Holdinggesellschaft Portugal Telecom SGPS S.A. benannte sich nach dem Verkauf in Pharol SGPS S.A. um und besitzt nun unter anderem Geschäftsbereiche in Brasilien.